# افا اكريس
افا اكريس (بالإنجليزية: Ava Acres)‏ هي ممثلة أمريكية بدأت مسيرتها الفنية عام 2010.

## وصلات خارجية
- افا اكريس على موقع IMDb (الإنجليزية)
- افا اكريس على موقع ميوزك برينز (الإنجليزية)
- افا اكريس على موقع قاعدة بيانات الفيلم (الإنجليزية)